# Campionato mondiale di hockey su ghiaccio - Seconda Divisione 2013
Il Campionato mondiale di hockey su ghiaccio - Seconda Divisione 2013 è un torneo di hockey su ghiaccio organizzato dall'International Ice Hockey Federation. Le dodici squadre partecipanti sono state divise in due gironi da sei ciascuno. Il torneo del Gruppo A si è svolto a Zagabria, in Croazia, dal 14 al 20 aprile. Le partite del Gruppo B invece si sono giocate a İzmit, in Turchia, dal 21 al 27 aprile. La Croazia ha vinto il Gruppo A, garantendosi così la partecipazione al Campionato mondiale di Prima Divisione - Gruppo B 2014. Israele ha vinto il Gruppo B, garantendosi così la partecipazione al Campionato mondiale di Seconda Divisione - Gruppo A 2014. Al contrario la Bulgaria, giunta all'ultimo posto, è stata retrocessa per il 2014 in Terza Divisione.

## Partecipanti

### Gruppo A
| Nazionale | Qualificazione                                                |
| --------- | ------------------------------------------------------------- |
| Australia | Sesta e retrocessa dalla Prima Divisione - Gruppo B del 2012. |
| Spagna    | Seconda nella Seconda Divisione - Gruppo A del 2012.          |
| Croazia   | Ospitante, terza nella Seconda Divisione - Gruppo A del 2012. |
| Islanda   | Quarta nella Seconda Divisione - Gruppo A del 2012.           |
| Serbia    | Quinta nella Seconda Divisione - Gruppo A del 2012.           |
| Belgio    | Primo e promosso dalla Seconda Divisione - Gruppo B del 2012. |

### Gruppo B
| Nazionale     | Qualificazione                                                  |
| ------------- | --------------------------------------------------------------- |
| Nuova Zelanda | Sesta e retrocessa dalla Seconda Divisione - Gruppo A del 2012. |
| Cina          | Seconda nella Seconda Divisione - Gruppo B del 2011.            |
| Bulgaria      | Terza nella Seconda Divisione - Gruppo B del 2012.              |
| Messico       | Quarto nella Seconda Divisione - Gruppo B del 2012.             |
| Israele       | Quinto nella Seconda Divisione - Gruppo B del 2012.             |
| Turchia       | Ospitante, prima e promossa dalla Terza Divisione del 2012.     |

## Gruppo A

### Incontri
| Zagabria 14 aprile 2013, ore 13:00 UTC+2 | Belgio | 4 – 1 (2-0; 1-1; 1-0) referto | Islanda | Dom Sportova (65 spett.) |

| Zagabria 14 aprile 2013, ore 16:30 UTC+2 | Croazia | 3 – 1 (1-1; 1-0; 1-0) referto | Australia | Dom Sportova (1.500 spett.) |

| Zagabria 14 aprile 2013, ore 20:15 UTC+2 | Spagna | 3 – 4 (1-1; 1-1; 1-2) referto | Serbia | Dom Sportova (150 spett.) |

| Zagabria 15 aprile 2013, ore 13:00 UTC+2 | Australia      | 2 – 2 (d.t.s.) (1-2; 0-0; 1-0; 0-0) referto | Islanda | Dom Sportova (63 spett.) |
| Shootout 0 – 1                           |                |                                             |         |                          |
|                                          |                |                                             |         |                          |
|                                          | Shootout 0 – 1 |                                             |         |                          |

| Zagabria 15 aprile 2013, ore 16:30 UTC+2 | Serbia | 0 – 4 (0-1; 0-0; 0-3) referto | Belgio | Dom Sportova (114 spett.) |

| Zagabria 15 aprile 2013, ore 20:15 UTC+2 | Spagna | 2 – 6 (0-4; 1-1; 1-1) referto | Croazia | Dom Sportova (2.500 spett.) |

| Zagabria 17 aprile 2013, ore 13:00 UTC+2 | Australia | 3 – 5 (1-2; 0-3; 2-0) referto | Serbia | Dom Sportova (52 spett.) |

| Zagabria 17 aprile 2013, ore 16:30 UTC+2 | Spagna | 3 – 6 (0-3; 0-1; 3-2) referto | Belgio | Dom Sportova (123 spett.) |

| Zagabria 17 aprile 2013, ore 20:15 UTC+2 | Croazia | 6 – 1 (1-0; 0-0; 5-1) referto | Islanda | Dom Sportova (1.428 spett.) |

| Zagabria 19 aprile 2013, ore 13:00 UTC+2 | Islanda | 6 – 3 (1-1; 1-1; 4-1) referto | Spagna | Dom Sportova (80 spett.) |

| Zagabria 19 aprile 2013, ore 16:30 UTC+2 | Belgio | 1 – 3 (0-1; 1-0; 0-2) referto | Australia | Dom Sportova (169 spett.) |

| Zagabria 19 aprile 2013, ore 20:15 UTC+2 | Serbia | 4 – 6 (0-2; 3-3; 1-1) referto | Croazia | Dom Sportova (3.217 spett.) |

| Zagabria 20 aprile 2013, ore 13:00 UTC+2 | Australia | 4 – 1 (2-0; 1-0; 1-1) referto | Spagna | Dom Sportova (63 spett.) |

| Zagabria 20 aprile 2013, ore 16:30 UTC+2 | Islanda | 5 – 1 (1-0; 2-1; 2-0) referto | Serbia | Dom Sportova (143 spett.) |

| Zagabria 20 aprile 2013, ore 20:15 UTC+2 | Croazia | 6 – 0 (2-0; 0-0; 4-0) referto | Belgio | Dom Sportova (3.700 spett.) |

### Classifica
| Pos. |           | PG | V | VOT | POT | P | GF | GS | DR  | Pt |
| 1.   | Croazia   | 5  | 5 | 0   | 0   | 0 | 27 | 8  | +19 | 15 |
| 2.   | Belgio    | 5  | 3 | 0   | 0   | 2 | 15 | 13 | +2  | 9  |
| 3.   | Islanda   | 5  | 2 | 1   | 0   | 2 | 16 | 16 | 0   | 8  |
| 4.   | Australia | 5  | 2 | 0   | 1   | 2 | 13 | 13 | 0   | 7  |
| 5.   | Serbia    | 5  | 2 | 0   | 0   | 3 | 14 | 21 | -7  | 6  |
| 6.   | Spagna    | 5  | 0 | 0   | 0   | 5 | 12 | 26 | -14 | 0  |

### Riconoscimenti individuali
- Miglior portiere: Bjorn Steijlen -  Belgio
- Miglior difensore: Andy Sertich -  Croazia
- Miglior attaccante: Joel Prpic -  Croazia

### Classifica marcatori
| Giocatore        | PG | G | A | Pt | +/- | MP |
| ---------------- | -- | - | - | -- | --- | -- |
| John Hecimovic   | 5  | 6 | 6 | 12 | +5  | 0  |
| Joel Prpic       | 5  | 5 | 6 | 11 | +6  | 8  |
| Marko Lovrenčić  | 5  | 3 | 8 | 11 | +8  | 0  |
| Vincent Morgan   | 5  | 3 | 7 | 10 | +6  | 0  |
| Borna Rendulić   | 5  | 4 | 4 | 8  | +6  | 2  |
| Emil Alengård    | 5  | 3 | 5 | 8  | +1  | 4  |
| Mitch Morgan     | 5  | 3 | 5 | 8  | +4  | 6  |
| Marko Lovrenčić  | 5  | 4 | 3 | 7  | +1  | 6  |
| Darren Corstens  | 5  | 3 | 4 | 7  | +5  | 4  |
| Nemanja Janković | 5  | 1 | 6 | 7  | -2  | 4  |

Fonte: IIHF.com

### Classifica portieri
| Giocatore        | Min    | TC  | GS | SO | MGS  | Sv%   |
| ---------------- | ------ | --- | -- | -- | ---- | ----- |
| Bjorn Steijlen   | 280:00 | 168 | 11 | 1  | 2.36 | 93.45 |
| Mate Tomljenović | 300:00 | 119 | 8  | 1  | 1.60 | 93.28 |
| Anthony Kimlin   | 305:00 | 174 | 13 | 0  | 2.56 | 92.53 |
| Dennis Hedström  | 297:02 | 185 | 15 | 0  | 3.03 | 91.89 |
| Milan Luković    | 208:15 | 128 | 15 | 0  | 4.32 | 88.28 |

Fonte: IIHF.com

## Gruppo B

### Incontri
| İzmit 21 aprile 2013, ore 13:00 UTC+3 | Bulgaria | 5 – 10 (1-3; 2-3; 2-4) referto | Nuova Zelanda | Kocaeli B.B. Ice Arena (100 spett.) |

| İzmit 21 aprile 2013, ore 16:30 UTC+3 | Cina | 3 – 6 (0-3; 2-2; 1-1) referto | Israele | Kocaeli B.B. Ice Arena (120 spett.) |

| İzmit 21 aprile 2013, ore 20:00 UTC+3 | Turchia | 4 – 6 (1-3; 0-1; 3-2) referto | Messico | Kocaeli B.B. Ice Arena (250 spett.) |

| İzmit 22 aprile 2013, ore 13:00 UTC+3 | Nuova Zelanda | 4 – 2 (2-1; 1-0; 1-1) referto | Messico | Kocaeli B.B. Ice Arena (90 spett.) |

| İzmit 22 aprile 2013, ore 16:30 UTC+3 | Cina | 9 – 6 (3-1; 4-1; 2-4) referto | Bulgaria | Kocaeli B.B. Ice Arena (70 spett.) |

| İzmit 22 aprile 2013, ore 20:00 UTC+3 | Israele | 5 – 3 (0-1; 2-2; 3-0) referto | Turchia | Kocaeli B.B. Ice Arena (320 spett.) |

| İzmit 24 aprile 2013, ore 13:00 UTC+3 | Nuova Zelanda | 2 – 3 (0-2; 1-1; 1-0) referto | Israele | Kocaeli B.B. Ice Arena (90 spett.) |

| İzmit 24 aprile 2013, ore 16:30 UTC+3 | Bulgaria | 7 – 8 (d.t.s.) (2-3; 2-2; 3-2) referto | Messico | Kocaeli B.B. Ice Arena (100 spett.) |

| İzmit 24 aprile 2013, ore 20:00 UTC+3 | Cina | 3 – 2 (1-0; 1-0; 1-2) referto | Turchia | Kocaeli B.B. Ice Arena (238 spett.) |

| İzmit 25 aprile 2013, ore 13:00 UTC+3 | Israele | 13 – 2 (5-1; 3-1; 5-0) referto | Bulgaria | Kocaeli B.B. Ice Arena (72 spett.) |

| İzmit 25 aprile 2013, ore 16:30 UTC+3 | Messico | 5 – 0 (2-0; 2-0; 1-0) referto | Cina | Kocaeli B.B. Ice Arena (90 spett.) |

| İzmit 25 aprile 2013, ore 20:00 UTC+3 | Turchia | 1 – 2 (0-0; 1-2; 0-0) referto | Nuova Zelanda | Kocaeli B.B. Ice Arena (300 spett.) |

| İzmit 27 aprile 2013, ore 13:00 UTC+3 | Messico | 4 – 3 (0-0; 1-2; 3-1) referto | Israele | Kocaeli B.B. Ice Arena (80 spett.) |

| İzmit 27 aprile 2013, ore 16:30 UTC+3 | Bulgaria | 3 – 6 (3-1; 0-2; 0-3) referto | Turchia | Kocaeli B.B. Ice Arena (350 spett.) |

| İzmit 27 aprile 2013, ore 20:00 UTC+3 | Nuova Zelanda | 6 – 5 (2-1; 0-3; 4-1) referto | Cina | Kocaeli B.B. Ice Arena (250 spett.) |

### Classifica
| Pos. |               | PG | V | VOT | POT | P | GF | GS | DR  | Pt |
| 1.   | Israele       | 5  | 4 | 0   | 0   | 1 | 30 | 14 | +16 | 12 |
| 2.   | Nuova Zelanda | 5  | 4 | 0   | 0   | 1 | 24 | 16 | +8  | 12 |
| 3.   | Messico       | 5  | 3 | 1   | 0   | 1 | 25 | 18 | +7  | 11 |
| 4.   | Cina          | 5  | 2 | 0   | 0   | 3 | 20 | 25 | -5  | 6  |
| 5.   | Turchia       | 5  | 1 | 0   | 0   | 4 | 16 | 19 | -3  | 3  |
| 6.   | Bulgaria      | 5  | 0 | 0   | 1   | 4 | 23 | 46 | -23 | 1  |

### Riconoscimenti individuali
- Miglior portiere: Avihu Sorotzky -  Israele
- Miglior difensore: Berton Haines -  Nuova Zelanda
- Miglior attaccante: Brian Arroyo -  Messico

### Classifica marcatori
| Giocatore           | PG | G | A  | Pt | +/- | MP |
| ------------------- | -- | - | -- | -- | --- | -- |
| Daniel Erlich       | 5  | 7 | 16 | 23 | +4  | 14 |
| Oren Eizenman       | 5  | 8 | 10 | 18 | +2  | 4  |
| Aleksej Jotov       | 5  | 7 | 8  | 15 | -8  | 8  |
| Maxim Birbraer      | 5  | 5 | 8  | 13 | +3  | 6  |
| Brian Arroyo        | 5  | 9 | 3  | 12 | 0   | 0  |
| Stanislav Muhačev   | 5  | 4 | 8  | 12 | -7  | 2  |
| Daniel Mazour       | 5  | 8 | 3  | 11 | +2  | 14 |
| Sergei Frenkel      | 5  | 2 | 8  | 10 | 0   | 4  |
| Alexander Gutiérrez | 5  | 3 | 4  | 7  | -1  | 4  |
| Serkan Gümüş        | 5  | 3 | 3  | 6  | -1  | 12 |

Fonte: IIHF.com

### Classifica portieri
| Giocatore       | Min    | TC  | GS | SO | MGS  | Sv%   |
| --------------- | ------ | --- | -- | -- | ---- | ----- |
| Avihu Sorotzky  | 299:14 | 144 | 14 | 0  | 2.81 | 90.28 |
| Erol Kahraman   | 299:45 | 183 | 19 | 0  | 3.80 | 89.62 |
| Richard Parry   | 298:52 | 137 | 16 | 0  | 3.21 | 88.32 |
| Alfonso de Alba | 148:33 | 47  | 6  | 0  | 2.42 | 87.23 |
| Liu Zhiwei      | 235:06 | 129 | 19 | 0  | 4.85 | 85.27 |

Fonte: IIHF.com